# Malia (Kréta)
Malia (řecky: Μάλια) je pobřežní město situované na severním pobřeží ostrova Kréta v Řecku. S jeho bohatou historií sahající do doby minojské civilizace a plážemi je Malia oblíbeným cílem turistů hledajících jak kulturní, tak rekreační zážitky. Město se nachází přibližně 34 kilometrů východně od Hersonissosu a 26 kilometrů západně od Ágios Nikólaos, což umožňuje snadný přístup k dalším atraktivním místům na Krétě.
Historický význam Malie je neoddělitelně spjat s minojskou palácovou kulturou, jejíž pozůstatky jsou zde stále viditelné. Jednou z nejvýznamnějších archeologických lokalit je minojský palác v Malii, který byl objeven na počátku 20. století. Tento palác, podobně jako jiné minojské paláce na Krétě, ukazuje na vyspělou civilizaci, která zde existovala kolem 1900 př. n. l. až 1450 př. n. l. Palácový komplex odhaluje pokročilou architekturu, administrativní systém a důkazy o rozvinutém obchodu s ostatními částmi Středomoří.